# Eddie Barefield
Eddie Barefield né le 12 décembre 1909 à Scandia, (Iowa) et décédé le 4 janvier 1991 à New York est un clarinettiste, saxophoniste et arrangeur de jazz américain.